# Calle del Canciller Ayala (Vitoria)
La calle del Canciller Ayala es una vía pública de la ciudad española de Vitoria.

## Descripción
La calle, que desde 1897 honra con su nombre al poeta, historiador y estadista vitoriano Pedro López de Ayala (1332-1407), no ha tenido siempre el mismo trazado. En un primer momento, fue un tramo de lo que hoy en día se conoce como calle de los Herrán. Más adelante, en 1920, se aprobó concederle el nombre a la que hasta entonces había sido calle de Bélgica, algo que se puso negro sobre blanco pero que no terminó de llevarse a cabo, pues acabaría conociéndose como «calle de la Paz».
La original calle del Canciller Ayala aparece descrita en la Guía de Vitoria (1901) de José Colá y Goiti con las siguientes palabras:

Calle del Canciller Ayala.—Nombre primitivo, dado á petición de don Manuel Díaz de Arcaya, en 30 de junio de 1897. Principia frente á la entrada del barrio de Santiago, por la calle del mismo nombre, y termina al final de la de Arana, lindando por oriente con la estación del ferrocarril Anglo-vasco-navarro.
(Colá y Goiti, 1901, p. 28)

Tras dar nombre a diferentes tramos e ir perdiendo terreno a lo largo de los años, en la actualidad la vía discurre desde la plaza de Nuestra Señora de los Desamparados hasta la calle de los Herrán, paralela a la de Jesús Guridi y la de la Florida y con cruces con la de Kutaisi, la de Pío XII y la de Juan XXIII. Tuvo su sede en la calle el Deportivo Alavés.